# Grímnismál
Grímnismál (A balada de Grímnir, A canção de Grímnir, Os ditos de Grímnir) é um dos poemas mitológicos mais importantes da Edda em verso, uma colecção de poemas em norueguês antigo preservados inicialmente no manuscrito medieval islandês Codex Regius, do século XIII, que juntamente com a Edda em prosa de Snorri Sturluson, são a mais importante fonte de informações sobre a mitologia nórdica e de heróis lendários germânicos.

## Sinopse
A narrativa de Grímnismál começa com o deus Odin e a sua esposa, a deusa Frigg, sentados no trono Hlidskialf, a observar os mundos. Focam o olhar no rei Geirröd, que reinava nas terras do seu falecido pai, o rei Hrauthung. Numa altura passada os deuses haviam-se disfarçado de pastores, ensinando a sabedoria e assim, tendo criado Geirröd e o seu irmão Agnar. Geirröd voltou a viver no reinado do seu pai, e o seu irmão foi viver com uma gigante numa gruta.

## Poemas do Codex Regius
- Völuspá (A profecia da mulher sábia, A profecia da vidente)
- Hávamál (A balada do mais alto, Os ditos de Hár, Os ditos do mais alto)
- Vafþrúðnismál (A balada de Vafthrúdnir, A canção de Vafthrúdnir, Os ditos de Vafthrúdnir)
- Grímnismál (A balada de Grímnir, A canção de Grímnir, Os ditos de Grímnir)
- Skírnismál (A balada de Skírnir, A canção de Skírnir, A jornada de Skírnir)
- Hárbarðsljóð (O poema de  Hárbard, A canção de Hárbard)
- Hymiskviða (A canção de  Hymir, O poema de Hymir)
- Lokasenna (A discussão de Loki, O cinsurso de insultos de Loki, A disputa de Loki)
- Þrymskviða (A canção de Thrym, O poema de Thrym)
- Völundarkviða (A canção de Völund)
- Alvíssmál (A balada Alvís, A canção Alvís, Os ditos de toda a sabedoria)